# Kobbermølle
Byen Kobbermølle (tysk Kupfermühle) med ca. 260 indbyggere ligger i det nordligste Tyskland ved Flensborg Fjord og den dansk-tyske grænse. Byen hører under Kreis Slesvig-Flensborg og er beliggende i delstaten Slesvig-Holsten. Før 1920 hørte Kobbermølle til Bov Sogn. I dag hører byen til den tyske kommune Harreslev (Harrislee).
Mange indbyggere i Kobbermølle hører til det danske mindretal i Sydslesvig. Den danske skole, Kobbermølle Skole, findes i Flensborg-forstaden Sosti (Wassersleben) lige syd for Kobbermølle.
I Kobbermølle findes stadigvæk de gamle fabriksbygninger fra Kruså Kobbermølle samt arbejdernes boliger, de såkaldte nyboder, som til dels blev restaureret i begyndelsen af 1990'erne. I landsbyen findes Kobbermølle Industrimuseum, der råder over en stor samling kobber- og messingprodukter fra Kruså Kobbermølle.

## Historie
Kruså Kobbermølle var den første fabrik i det slesvigske område. Byen og fabrikken blev grundlagt af Christian 4. i 1612 ved Kruså. Ved hjælp af vandkraft forarbejdedes kobber, senere messing, til plader og rør til f.eks. den danske flåde og kobbertage, men også til brugsgenstande som spande, lysestager, pander osv. Kobbermøllefabrikken oplevede sin blomstringstid i 1914 med over 200 arbejdere. Fabrikken gik konkurs i 1962.
Ægteparret Gisela og Bodo Daetz købte de gamle arbejderhuse og grundlagde Gisela-und-Bodo-Daetz-Stiftung Kupfermühle og det tekniske museum. De gamle arbejderhuse blev over flere år restaureret, og indrettet til 36  lejligheder. 1997 åbnede privatmuseet "Kobbermølle Museum", der 2006 flyttede til "tårnhuset". 1998 blev  "Förderverein Industriemuseum Kupfermühle e.V." grundlagt, der koncentrerede sig om at bevare den tidligere kobberfabrik. 2014 blev de tre historiske industrihaller ombygget til Kobbermølle Industrimuseum 